# Rezzonico (San Siro)
Rezzonico (Risciunegh /riˈʃuːnɛk/ in dialetto comasco) è una frazione del comune di San Siro in provincia di Como, posta sulla riva occidentale del lago di Como.

## Storia
Anticamente fu comune autonomo, già citato come entità amministrativa fin dal XII secolo col nome di Rezonego. 
Nel 1335 il comune burgi de Rezonico con propria vicinantia era inserito nella Pieve di Menaggio, ma nel 1664 risulta capoluogo della Squadra di Rezzonico cui fanno parte anche i comuni di Plesio, San Siro, Sant’Abbondio, Nobiallo, Pianello e Breglia. Il comune risulta inserito nella Squadra anora nel 1751, anno in cui nel territorio comunale si registravano anche i cassinaggi di Maranze, Ronca, Marena e Torre. Nello stesso anno, Rezzonico contava complessivamente 251 abitanti. Oltre mezzo secolo dopo, nel 1805, gli abitanti del comune di Rezzonico con Acqua Seria e San Martino erano invece 875.
Un decreto di riorganizzazione amministrativa del Regno d'Italia napoleonico datato 1807 sancì l'annessione del territorio e dei 332 abitanti di Rezzonico ed uniti da parte del comune di San Siro. L'aggregazione fu tuttavia cancellata dalla Restaurazione, che comportò la ricostituzione del comune di Rezzonico all'interno del Regno Lombardo-Veneto.
Nel 1928 il comune di Rezzonico venne aggregato al nuovo comune di Santa Maria Rezzonico.
A Rezzonico ebbe origine con Andrea Erecco, figlio di Guido della Torre, un ramo della famiglia Della Torre che verrà chiamata Della Torre di Rezzonico. Da questo ramo nascerà nel XVII secolo a Venezia la famiglia Rezzonico che verrà inclusa nel patriziato veneziano e darà i natali a papa Clemente XIII.

## Evoluzione demografica

### Demografia pre-unitaria
- 1751: 251 abitanti[1]
- 1805: 875 abitanti (Rezzonico con Acqua Seria e San Martino)[2]
- 1807: 332 abitanti (Rezzonico ed uniti, prima dell'annessione a San Siro)[2]
- 1853: 457 abitanti[3]

### Demografia post-unitaria
La seguente tabella simula la popolazione del municipio anche prima di essere creato:

Abitanti censiti

## Monumenti e luoghi d'interesse
- Il Castello di Rezzonico, risalente al Trecento, di pianta trapezoidale con tre torri. Si trattava di un "castello-recinto", cioè un'area di circa duemila metri quadrati dal perimetro murato che conteneva le abitazioni e la torre principale. Più che un castello vero e proprio, pertanto, consisteva in un'opera di fortificazione estesa all'intero abitato. Probabilmente sostituì una precedente fortificazione del borgo di Rezzonico, i cui resti sono ancora visibili in pochi lacerti del muro di cinta e da due porte d'accesso del vicino centro abitato. Le mura, localmente note come mura romane, sono databili al VI secolo[5]. Oggi il castello è caratterizzato dall'alta torre medioevale con coronamento a merlatura[6].
- La cappella dei tre Re Magi, oggi dedicata a sant'Antonio. La dedicazione avrebbe origine dal transito o dalla sosta delle reliquie dei Re Magi nel loro trasporto dalla Basilica milanese di Sant'Eustorgio a Colonia da parte di Federico Barbarossa nel XII secolo[7][8].

## Galleria d'immagini

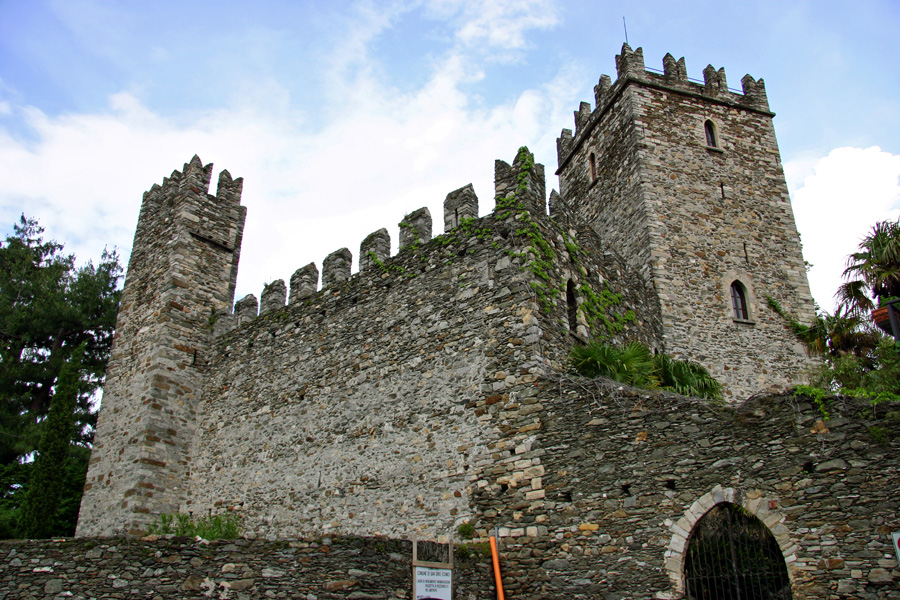
Veduta del castello.
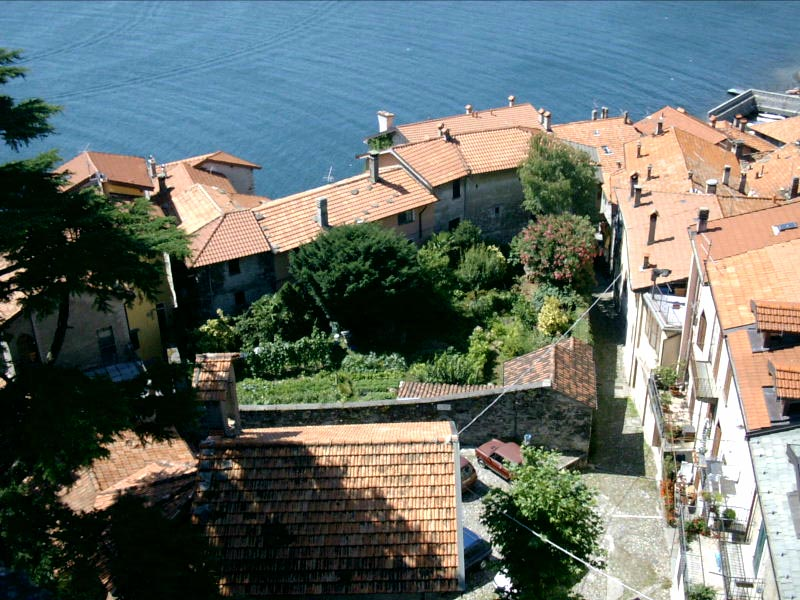
giardino privato visto dalla torre del castello
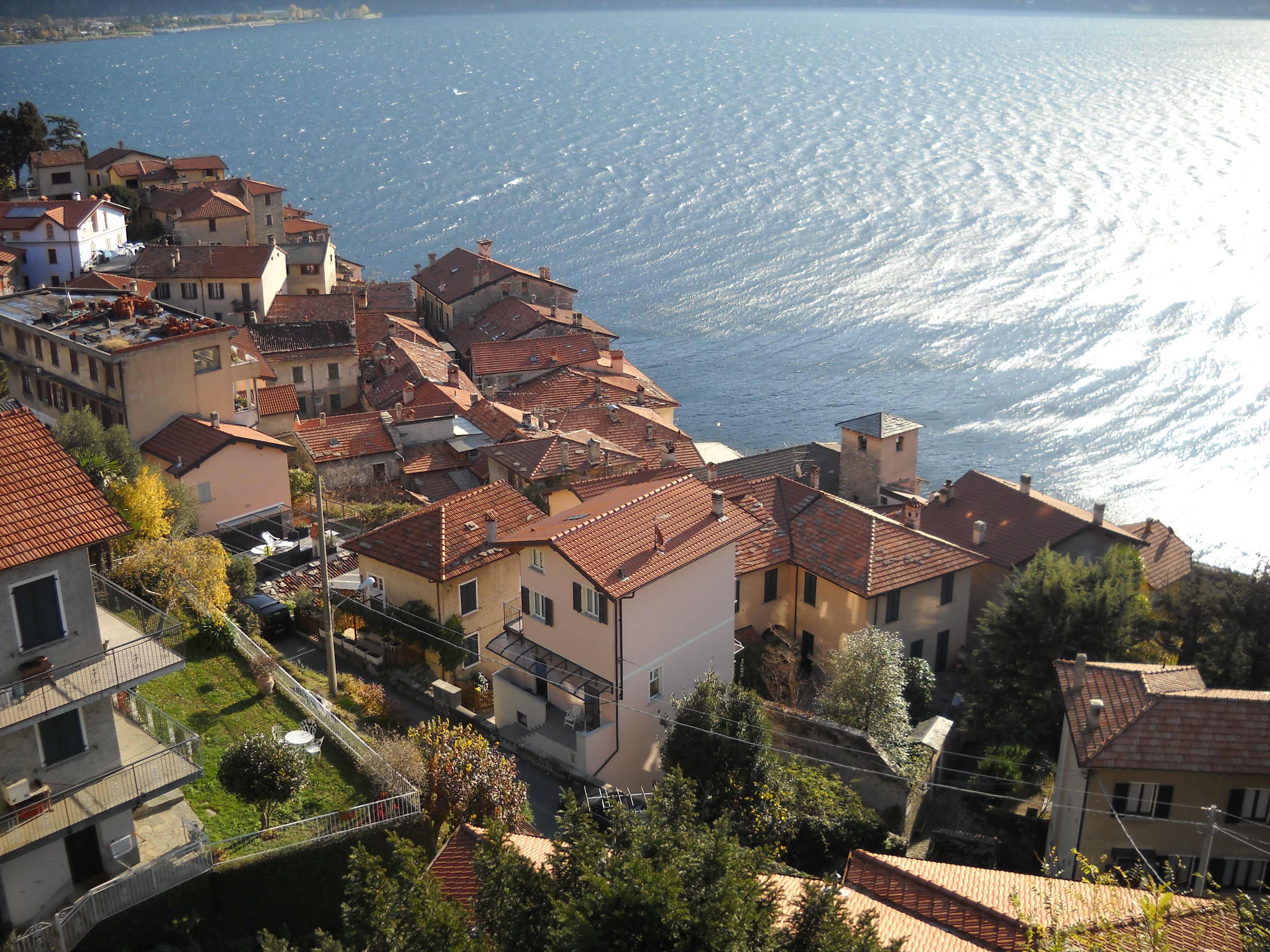
vista panoramica dall'alto
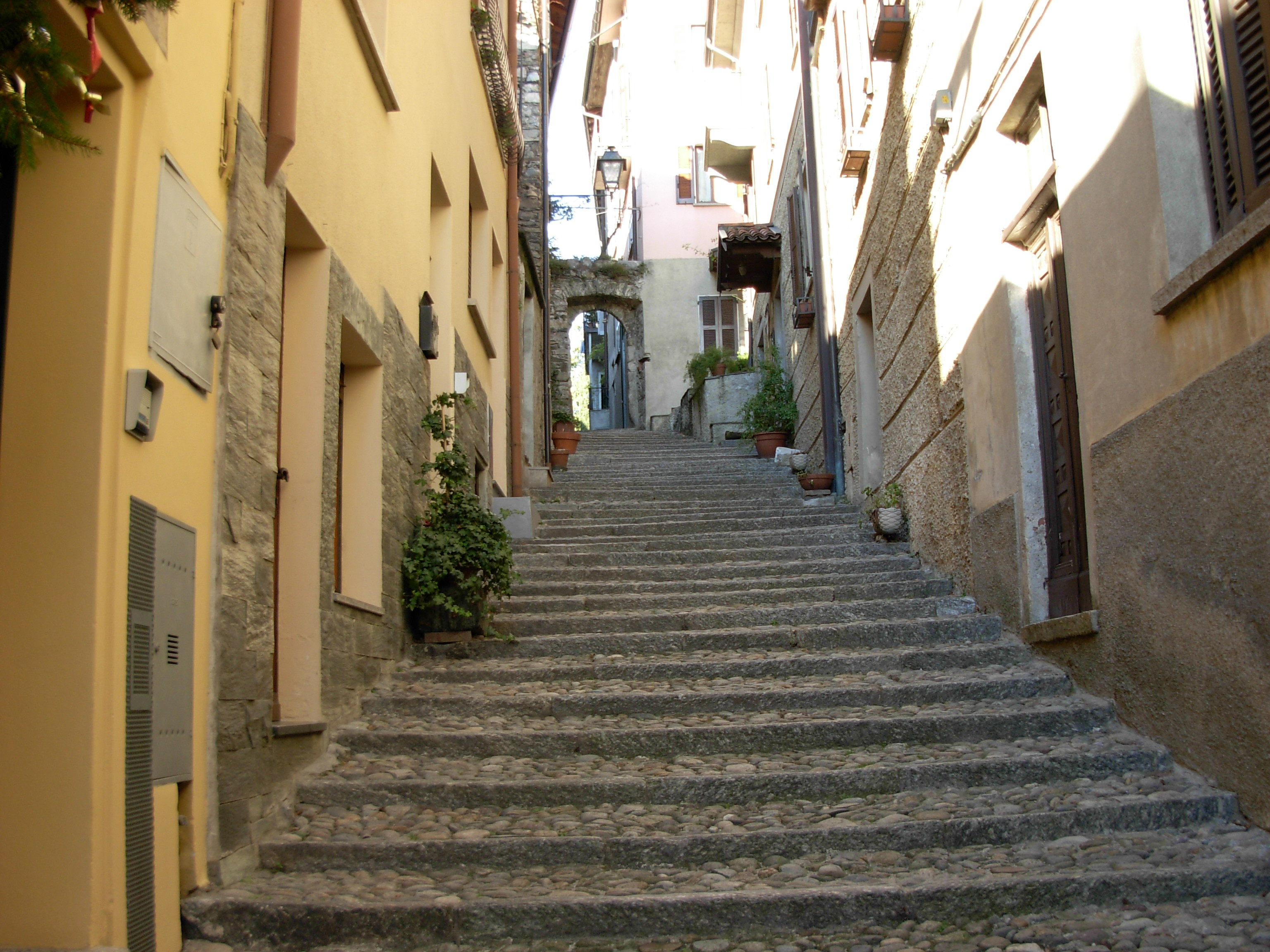
contrada Maggiore